# Rimae Palmieri
Rimae Palmieri – grupa rowów  na powierzchni Księżyca o średnicy około 150 km. Znajduje się po zachodniej stronie Mare Humorum na współrzędnych selenograficznych ☾ 28,0°S 47,0°W/-28,000000 -47,000000. Nazwa tego systemu kanałów została nadana w 1964 roku przez Międzynarodową Unię Astronomiczną i pochodzi od krateru Palmieri, który przecina.